# DNaseX
DNaseX ist ein Enzym, das Ähnlichkeiten zur DNase-I aufweist und daher auch als DNase-I-like-1 (DNase I-L1) bezeichnet wird. Aufgrund der Lokalisation seines Gens auf dem X-Chromosom und seiner Desoxyribonuklease-Enzymaktivität erhielt es den Namen DNaseX.
Das DNaseX-Gen wurde Anfang der 1990er Jahre von Johannes F. Coy als Mitglied des Forschungsprojekts Molekulare Genomanalyse am DKFZ in Heidelberg entdeckt und 1996 erstmals publiziert.
Genau wie die vom DNase-I-Gen gebildete DNase-I schneidet die vom DNaseX-Gen gebildete DNaseX doppelsträngige Desoxyribonukleinsäure-Molekülketten (DNA) in Stücke. Das Schneiden der DNA in 300-Basenpaarstücke stellt den letzten Schritt in der Ausführung des programmierten Zelltodes (Apoptose) dar. Zellen können dann keine Zellteilung mehr durchführen und sich damit nicht mehr zu Tumorzellen entwickeln. DNase I und DNaseX führen den programmierten Zelltod (Apoptose) aus und schützen damit den Körper vor der Entstehung von Tumorzellen. Das Fehlen einer DNase-Enzymaktivität führt umgekehrt zur vermehrten Bildung von Tumorzellen, da die Ausführung der Apoptose verhindert wird.

## Bedeutung
Eine grundlegende Gemeinsamkeit aller Tumore ist die Störung der Apoptose. Entartete Zellen entziehen sich so der Selbstzerstörung, wachsen weiter und bergen die Gefahr, durch weitere Mutationen weiter zu entarten und an Aggressivität sowie Malignität zuzunehmen.
DNaseX weist eine Besonderheit auf, durch die sie sich als Marker für den Nachweis von Krebserkrankungen eignet. Die Konzentration der DNaseX steigt in Tumorzellen an – im Gegensatz zu anderen DNasen, deren Konzentration im Laufe der Tumorentwicklung abnimmt.
DNaseX wird in Tumorzellen grundsätzlich verstärkt gebildet, um den gewünschten programmierten Zelltod herbeizuführen. Durch Synthese spezieller Inhibitoren kann die Tumorzelle die Enzymaktivität der DNaseX jedoch unterdrücken und so den letzten Apoptoseschritt – das Zerschneiden der DNA – verhindern.
In bislang allen darauf untersuchten prämalignen und malignen Tumorarten konnte die Anreicherung von DNaseX nachgewiesen werden. Die Anreicherung in Zellen erfolgt, wenn die DNaseX ihre Aufgabe nicht erfüllen kann. Dann produziert die Zelle weiter das DNaseX-Protein, weil sie die Apoptose auslösen möchte. Diese Situation führt zu immer höheren Konzentrationen von DNaseX in der Zelle. Kann eine DNaseX-Überproduktion nachgewiesen werden, kann dies als Indikator für eine gestörte Apoptose und als Hinweis auf die Entwicklung von Tumoren im Körper gewertet werden.
Eine besondere Rolle fällt dabei dem Apo10-Epitop zu. Dieser charakteristische Abschnitt der Proteinsequenz des DNaseX-Enzyms kann diagnostisch mithilfe des gleichnamigen monoklonalen Antikörpers Apo10 (DJ28D4) identifiziert werden.
Durch die daraus resultierende Akkumulation von DNaseX (Apo10) im Zellkern wird auch die Detektion leichter – da die Menge von Apo10 im Zellkern stark ansteigt.

## Klinische Anwendung
DNaseX (Apo10) findet bereits Anwendung in der diagnostischen Krebsfrüherkennung. Die Enzyme DNaseX (Apo10) und TKTL1 werden im PanTum Detect, einem Bluttest, der in Kombination mit bildgebenden Verfahren wie MRT und PET-CT zur Früherkennung von Krebserkrankungen eingesetzt wird, nachgewiesen. Ihr Nachweis in den Immunzellen mittels der Durchflusszytometrie gibt Hinweise auf eine mögliche Tumorerkrankung. Bei einem auffälligen Ergebnis wird die Abklärung durch bildgebende Verfahren empfohlen.